# Narrative of the Life of Frederick Douglass, an American Slave
Narrative of the Life of Frederick Douglass, an American Slave is een autobiografie en abolitionistisch betoog geschreven door Frederick Douglass. Het werd voor het eerst gepubliceerd in 1845 en biedt een diepgaand verslag van Douglass' leven als slaaf, met speciale nadruk op de gruweldaden van slavernij en zijn vastberaden streven naar vrijheid. Het boek bestaat uit elf hoofdstukken, waarin Douglass zijn ervaringen als slaaf deelt, de hypocrisie van slavenhouders blootlegt en de kracht van geletterdheid benadrukt als een middel tot emancipatie.
Na de publicatie ontving het boek positieve recensies en werd het al snel een invloedrijk werk in de abolitionistische beweging van de 19e eeuw. Het verkocht duizenden exemplaren binnen enkele maanden na de publicatie, wat getuigt van de impact en populariteit ervan. De geloofwaardigheid van Douglass als een krachtige stem tegen slavernij werd versterkt door de krachtige en overtuigende weergave van zijn persoonlijke ervaringen.
Reacties op het werk waren overwegend positief, maar er waren ook tegenstanders. A.C.C. Thompson, een buurman van een voormalige eigenaar van Douglass, was een van de critici die de geloofwaardigheid van Douglass betwistten, waarbij hij beweerde dat Douglass niet in staat was om een dergelijk verhaal te schrijven. Niettemin werden de positieve recensies talrijker, waarbij Margaret Fuller, een invloedrijke transcendentalist, het werk prees als "een verhaal dat eenvoudig, waarachtig, samenhangend en warm is van echt gevoel."